# Eda sanatorium
Eda sanatorium senare kallat Bad- och vattenkuranstalten Värmlands Eda var en verksamhet i Eda socken, Värmlands län, under åren 1892 till 1931.
Sanatoriet anlades på platsen för en tidigare hälsokälla, cirka 7 kilometer söder om Charlottenberg och erbjöd brunnsdrickning från en "järnkälla" samt varma bad. Initiativtagare och ägare var läkaren Gustaf Grill. Efter hans död 1910 fortsattes verksamheten i form av ett aktiebolag med Grills änka, Gerda Grill som verkställande direktör. Under några år på 1910-talet var Julia Kinberg von Sneidern anställd som badläkare, och verksamheten fick då uppmärksamhet som en badort styrd av kvinnor, då även dess kamrer var en kvinna.
Gerda Grill moderniserade badanläggningen och drev verksamheten med en viss framgång, bland annat med gäster från Norge. Den fick senare ekonomiska problem som slutade med konkurs 1931.  Gerda Grill avled året efter.
Flera av byggnaderna, som senare har rivits, kännetecknades av en fantasifull arkitektur, bland annat en morisk paviljong med kök, matsal och sällskapslokaler. Då badläkarna hade sin huvudsakliga verksamhet på andra platser kan man förmoda att anstalten endast var öppen under sommarsäsongen.